# Ричагів
Ричагі́в — село в Україні, в Стрийському районі Львівської області. Населення становить 537 осіб.

## Географія
Село розташоване у північній частині Стрийського району, за 10 кілометрів від центру громади. Через Ричагів проходять дороги Комарно — Дроговиж та Щирець — Вербіж.

## Історія
Одна з найдавніших згадок про село датується 23 квітня 1463 року. А вже наступного 1464-го король Казимир Ягеллончик надав поселенню магдебурзьке право. Втім Ричагову вдалося його втримати зовсім недовго — орендарі поселення поступово скорочували права міщан.
У 1560-х роках власник Ричагова М. Тарло добився у короля Сигізмунда Августа дозвіл на збільшення панщини для ричагівських селян вдвічі. Мешканці поселення не погодились її відробляти й поскаржились королю. У відповідь Сигізмунд Август 1569-го року заборонив Тарлу порушувати привілеї села. А ще через десять років селяни добилися від королівської канцелярії навіть письмового підтвердження власних привілеїв.
У 1620 році після татарських нападів більшість селянських земель приєднано до фільварку, тобто панського господарства. У 1622 році орендарем і фактичним власником села став поміщик В. Средзінський. Він змусив ричагівців відробляти понаднормову панщину й утримував свою владу силою. 1625 року обурені селяни дали опір гайдукам, однак Средзінський зі своїм найманим озброєним загоном легко здолав ричагівців, після чого дозволив своїм гайдукам грабувати майно й творити безчинства у селі.
У 1627 році король за 11 тисяч злотих продав села Ричагів, Велику та Малу Горожанни шляхтичам Лагодівським, вихідцям із села Лагодів на Перемишлянщині. Але й вони не зарекомендували себе позитивно й за кілька років селяни знову бунтували. 1660 роком датується перша згадка про сільську церкву Успіння Пресвятої Богородиці, 1755 року вона отримала привілей від дідича Юзефа Бєльського. Водночас невдоволення панами серед ричагівців продовжувались до середини XIX сторіччя. Так навесні 1846 року ричагівські селяни відмовлялися виконувати повинності. А 1867-го місцева громада разом з колодрубівською послали до Відня скаргу на «шкільний закон», за яким викладання у школах велося польською, а не русинською мовою. Селяни вимагали скасувати цей нормативно-правовий акт.
За переписом 1880 року в Ричагові проживало 506 осіб у 81 хаті. За селом також був закріплений і поміщицький двір-фільварок Панки. Згідно з переписом 1921 року населення села налічувало 530 осіб, 11 осіб фільварка, будинків у селі було 112. У 1926 році в селі засновано читальню. А за переписом 1927 року в Ричагові зросла кількість населення й хат (порівняно з 1880 роком) — 104 двори. За селом було закріплено 400 гектарів землі. У часи Другої світової війни на примусових роботах у Німеччині побували шестеро ричагівців. Влітку 1944 року до села ввійшли підрозділи радянських військ. Відтак на фронт одразу мобілізували 40 селян. У 1973 році до Ричагова підведено газопровід. А з 1975 року ричагівських школярів стали зачисляти до середньої школи в Новосілках-Опарських.

## Населення

### Мова
Розподіл населення за рідною мовою за даними перепису 2001 року:
| Мова       | Кількість | Відсоток |
| ---------- | --------- | -------- |
| українська | 536       | 99.81%   |
| польська   | 1         | 0.19%    |
| Усього     | 537       | 100%     |

## Пам'ятки
Найдавніший відомий на цьому місці храм споруджений 1660 року. У 1755 році дідич Юзеф Бєльський дарує йому привілеї. Сучасний дерев'яний храм Втечі до Єгипту Пресвятої Богородиці був збудований у XVIII сторіччі, але пережив суттєву реставрацію, відтак датується 1872 роком. Втеченський храм має три бані й два входи — із заходу й півдня. До північної стіни вівтаря прибудована ризниця. Стіни нижнього ярусу церкви оформлені дерев'яними пілястрами, які зверху мають кронштейни — вони підтримують піддашшя. Поруч розташована дзвіниця, а також капличка. Храм належить до стрийської єпархії УГКЦ. Висота над рівнем моря — 284.0 м.

## Мікротопоніми

### Вулиці:
1. Байова вулиця — вулиця, названа на честь чоловіка на ім'я Бай. Назва утворена від антропоніма «Бай» та апелятива «вулиця».
2. Бурмасова вулиця — вулиця, названа на честь жителя з прізвищем Бурмас. Назва утворена від антропоніма «Бурмас» та апелятива «вулиця».
3. Гостинець — вулиця, що колись була важливою дорогою. Назва утворена від апелятива «гостинець» — великий шлях.
4. Ганценова вуличка — стежка, названа на честь жінки на ім'я Ганна. Назва утворена від антропоніма «Ганна» та апелятива «вулиця».
5. Гунькова вулиця — вулиця, названа на честь жителя з прізвищем Гуньковий. Назва утворена від антропоніма «Гуньковий» та апелятива «вулиця».
6. Музикова вулиця — вулиця, названа на честь жителя з прізвищем Музиковий. Назва утворена від антропоніма «Музиковий» та апелятива «вулиця».
7. Панасова вулиця — вулиця, названа на честь жителя на ім'я Панас. Назва утворена від антропоніма «Панас» та апелятива «вулиця».
8. Паранина стежка — стежка, названа на честь жінки на ім'я Паранія. Назва утворена від антропоніма «Паранія» та апелятива «стежка».
9. Полоса — дорога, що веде до сусіднього села. Назва утворена від апелятива «полоса».
10. Тедевкова вулиця — вулиця, названа на честь жителя на ім'я Тадевко. Назва утворена від антропоніма «Тадевко» та апелятива «вулиця».

### Поля:
1. Бараник — частина поля, де раніше була стайня для баранів. Назва утворена семантичним способом.
2. Горішнє — поле на найвищому пагорбі села. Назва утворена від апелятива «горішній».
3. Границі — поля між Ричаговом та Вербіжем. Назва утворена від апелятива «границя».
4. Калитки — поля біля магазину, назва утворена від апелятива «калитка».
5. На колгоспі — поля, де раніше був розташований колгосп. Назва утворена від апелятива «колгосп».
6. Кописко — частина поля, де колись хоронили худобу. Назва утворена від апелятива «окописко».
7. Кошира — поле, де паслися колгоспні коні. Назва утворена від апелятива «кошира».
8. Павки — поля біля хутора Пауки. Назва утворена від апелятива «павук» чи імені Павук.
9. Середнє — поле між Колгоспними полями. Назва утворена від апелятива «середній».

### Водойми:
1. Гаврилів став — став, названий на честь чоловіка на ім'я Гаврило. Назва утворена від антропоніма «Гаврило» та апелятива «став».
2. Жилів став — став, названий на честь чоловіка на ім'я Жиловий. Назва утворена від антропоніма «Жиловий» та апелятива «став».
3. Стависко — найбільший став за селом. Назва утворена від апелятива «став».

### Частини села:
1. Гора — частина села на пагорбі. Назва утворена від апелятива «гора».
2. Горішня — найвища точка села, тепер вулиця. Назва утворена від апелятива «горішній».
3. Кляпарів — найнижча частина села. Назва утворена від імені купця Андрія Станчо Кльопера.
4. Низ — частина села, розташована під пагорбом. Назва утворена від апелятива «низ».
5. Попівщина — частина села біля церкви. Назва утворена від суфіксального способу, означає «попова садиба».

### Сади:
1. Ксьондзів сад — місцева назва саду біля церкви. Назва утворена від апелятива «сад».
2. На полосі — місцева назва саду, який розташований обабіч Полоси (місцева назва дороги, яка веде до сусіднього села Новосілки-Опарські). Назва утворена від апелятива «полоса».

### Кар'єр:
1. Лиса гора — назва кар'єру, де видобували синю глину. Назва утворена від атрибутива «лисий» (що вказує на те, що її ніколи не орали) та апелятива «гора».

### Рови та ями:
1. Малинівка
2. Силосна яма

### Магазини:
1. В Оксани — місцева назва магазину, власницею якого є жінка на ім'я Оксана.
2. Чайна — місцева назва магазину, колись там була ще й їдальня. Назва утворена від апелятива «чайна».

### Прилеглі території:
1. Парцеляція — місцева назва сусіднього хутору, тепер офіційна назва хутір Ричагів. Назва утворена від апелятива «парцеляція».